# Tereza
Tereza (ve starší verzi také Terezie) je ženské křestní jméno řeckého původu a nejasného významu. Základ slova pochází z řečtiny (téresis) a je tedy vykládán jako záštita, ochrana. Dalším možným významem jména Tereza může být odvozením z řeckého θερίζω (therízō) „sklízet nebo sklizeň“, nebo z θέρος (theros) „léto“. Někteří jméno spojují s názvem ostrovů Thera (v Egejském moři) nebo Therasia (u Sicílie) a vykládají jméno jako pocházející z ostrova Thery nebo Therasie. Tento výklad je ale příliš místopisně omezený a málo pravděpodobný.
Podle českého kalendáře má svátek 15. října.

## Známé nositelky jména

### Svaté a blahoslavené
- sv. Terezie Benedikta od Kříže (Edith Stein)
- sv. Terezie od Ježíše (Terezie z Avily)
- sv. Terezie z Lisieux (Terezie od Dítěte Ježíše)
- sv. Matka Tereza (Terezie z Kalkaty)

### Nositelky jmen Tereza, Teresa a Theresa
- Theresa Andrewsová – americká plavkyně
- Tereza Bebarová – česká herečka
- Tereza Boučková – česká spisovatelka a publicistka
- Tereza Brdečková – česká spisovatelka, publicistka a redaktorka
- Teresa Brewer – americká zpěvačka
- Tereza Brodská – česká herečka
- Tereza Hodanová – česká youtuberka a blogerka
- Tereza Huříková – česká sportovkyně, cyklistka
- Tereza Kastilská – portugalská hraběnka, regentka a matka prvního portugalského krále Alfonsa I.
- Tereza Kerndlová – česká zpěvačka
- Tereza Kostková – česká herečka a moderátorka
- Tereza Mašková – česká zpěvačka
- Tereza Maxová – česká modelka
- Teréza Nováková – česká spisovatelka
- Tereza Pergnerová – česká moderátorka
- Tereza Pokorná – česká herečka, provdaná Tereza Herz
- Tereza Podařilová – česká baletka
- Tereza Voříšková – česká herečka

## Nositelky jména Terezia a Terezie
- Marie Terezie – rakouská císařovna
- Terezie Brzková – česká herečka
- Terezie Dobrovolná – vítězka Miss České republiky z roku 1997
- Terézia Hurbanová-Kronerová – slovenská herečka
- Terezie Kaslová – česká novinářka a podnikatelka
- Terezie Masaryková – matka prvního československého prezidenta Tomáše Garrigue Masaryka
- Terezie Panklová – matka Boženy Němcové
- Terezie Tománková – česká televizní moderátorka